# Harry Philipson
Carl Harry Philipson, född 30 april 1899 i Johannes församling, Stockholm, död 15 januari 1971 i Bandhagen, var en svensk skådespelare. Han var far till skådespelaren Harriett Philipson. 
Philipson scendebuterade 1919. Han är begravd på Skogskyrkogården i Stockholm.

## Filmografi i urval
- 1954 – Karin Månsdotter
- 1953 – Mästerdetektiven och Rasmus
- 1949 – Smeder på luffen
- 1948 – Flickan från fjällbyn
- 1947 – Kronblom
- 1946 – 91:an Karlsson. "Hela Sveriges lilla beväringsman"
- 1946 – Åsa-Hanna
- 1944 – Flickan och Djävulen
- 1943 – Elvira Madigan
- 1941 – Landstormens lilla argbigga
- 1940 – Hennes melodi
- 1937 – Pensionat Paradiset
- 1937 – Ryska snuvan
- 1935 – Valborgsmässoafton
- 1933 – Luftens Vagabond
- 1929 – Konstgjorda Svensson

## Teater

### Roller (ej komplett)
| År   | Roll                       | Produktion                                                          | Regi             | Teater                      |
| ---- | -------------------------- | ------------------------------------------------------------------- | ---------------- | --------------------------- |
| 1926 |                            | Kärlek och rackarknep Anders Asping                                 | Manne Göthson    | Söders friluftsteater       |
| 1927 |                            | Storkens vikarie (Baby Mine) Margaret Mayo                          | Hugo Bolander    | Lilla Folkteatern           |
| 1927 |                            | Kärlek i alla knutar Siegfried och Arthur Fischer                   | Carl Nilsson     | Söders friluftsteater       |
| 1928 |                            | Kärlek i alla knutar Siegfried och Arthur Fischer                   | Carl Nilsson     | Söders friluftsteater       |
| 1928 |                            | Din eller min Anders Boman                                          |                  | Söders friluftsteater       |
| 1930 |                            | Skeppar Ömans flammor Siegfried Fischer                             |                  | Söders friluftsteater       |
| 1937 |                            | Va' händer hos Jonssons Siegfried Fischer                           |                  | Söders friluftsteater       |
| 1939 |                            | Kärlek och landstorm Gideon Wahlberg och Walter Stenström           | Gideon Wahlberg  | Odeonteatern, Stockholm     |
| 1940 |                            | De tre malajerna Gideon Wahlberg                                    |                  | Tantolundens friluftsteater |
| 1941 | Doktor Östermark           | Fadren August Strindberg                                            | Ingmar Bergman   | Folke Walders turné         |
| 1943 |                            | Fattiga friare Gideon Wahlberg                                      | Gideon Wahlberg  | Tantolundens friluftsteater |
| 1943 | Pastor Harper              | Arsenik och gamla spetsar (Arsenic and Old Lace) Joseph Kesselring  | Torsten Hammarén | Oscarsteatern               |
| 1947 | Dynamitarden               | Tänk om jag gifter mig med August Gideon Wahlberg och Werner Ohlson | Werner Ohlson    | Tantolundens friluftsteater |
| 1950 | Dr Edward George Armstrong | Tio små niggerpojkar (And Then There Were None) Agatha Christie     | Börje Mellvig    | Folkparksturné              |
| 1951 |                            | Markens gud (The Field God) Paul Green                              | Börje Mellvig    | Riksteatern                 |
| 1959 |                            | Den jäktade (Den stundesløse) Ludvig Holberg                        | Tore Karte       | Fredriksdalsteatern         |